# Contra Eutropio
Contra Eutropio (In Eutropium) era un poema panegírico de dos libros y una invectiva escrita por el poeta Claudiano contra Eutropio, un político y eunuco de la corte romano oriental. El poema describe una narración ficticia de la vida de Eutropio. Intenta retratar a Eutropio como un líder corrupto, ineficaz y afeminado. El poema sostiene que creó una división entre los Imperios romanos de Occidente y de Oriente y causó numerosos problemas al Imperio de Oriente. Claudiano usa esto para resaltar un contraste entre su visión de un Imperio romano de Oriente débil y corrupto y un Imperio romano de Occidente poderoso y justo.

## Argumento
El poema comienza con Claudiano relatando la carrera de Eutropio, un político y eunuco de la corte romano oriental, que llegó a ser muy influyente en la corte imperial. Claudio afirma que Eutropio pasó sus primeros años como catamito, que era una especie de compañero masculino prepúber en una relación pederasta en la antigua Roma. Según Claudio, Eutropio se convirtió en proxeneta, antes de ser liberado de la esclavitud por disgusto. Claudiano luego analiza su ascenso al poder, luego describe sus acciones como gobernante, retratándolo como un gobernante cruel y corrupto, luego su campaña en Armenia y luego su ascenso al puesto de cónsul. Claudio escribió que si bien el Senado de Constantinopla aprobó su ascenso a cónsul, el resto del mundo romano lo encontró desagradable. Según Claudiano, la diosa Roma rogó al emperador occidental Honorio y a su general Estilicón que evitaran que ocurriera el mismo destino en el imperio occidental. Después de esto, debido a su disgusto hacia Eutropio, el dios Marte y su hermana Belona incitan a los greutungos a rebelarse contra Eutropio. Después de no poder sobornar a los rebeldes, Claudio describe a Eutropio recurriendo a su general León para poner fin a la revuelta. La expedición de León termina en un desastre militar. Posteriormente, la diosa Aurora va a buscar a Estilicón y le pide que intervenga y salve el imperio de Oriente.

## Temas
Claudiano fue un antiguo poeta romano que vivió durante el Imperio romano tardío y sirvió en la corte de Honorio. Se oponía políticamente a un destacado político romano oriental llamado Eutropio. Eutropio era un eunuco de la corte, que ostentaba el rango de cónsul, mantenía una estrecha relación con el emperador oriental Arcadio y también era su consejero más cercano. Debido a su condición de eunuco, que era una característica muy estigmatizada en la antigua Roma, Claudiano veía a Eutropio como un gobernante afeminado, incompetente y extranjero que contaminaba el Imperio de Oriente.: 147–148 
Claudio vio a Eutropio como el chivo expiatorio de todos los problemas con el Imperio romano de Oriente y como la única figura responsable de cualquier desunión entre los Imperios romanos de Occidente y de Oriente. En su poema, Claudio escribió: "¿Por qué intentar dividir los dos imperios y enredar en conflictos a hermanos fraternos? […] Es por hechos como éste que Eutropio exige este año de mandato, para asegurarse de que sólo con sus esfuerzos no deje nada que no sea deshonrado, arruinando al ejército como a su general, a la corte como su juez, a los fasti imperiales como a su cónsul". Estas declaraciones probablemente fueron un intento de Claudiano de retratar a Eutropio como encajando en el estereotipo romano de un eunuco manipulador que contamina y destruye. En realidad, Eutropio carecía de poder jurídico sobre los tribunales y había tenido éxito en sus campañas contra los hunos.: 304–305 
Claudio asoció a los eunucos, y por tanto a Eutropio, con culturas extranjeras. Claudio afirmó que una reina asiria conocida como Semíramis inventó la práctica de la castración para disfrazar su sexo rodeándose de hombres afeminados. También escribió que la castración antes de la pubertad era una costumbre parta, utilizada para "servir a sus concupiscencias alargando así los años de encanto juvenil".: 151  Desde la perspectiva de la deidad romana Roma, que era un personaje de su poema, Claudio afirmó que los romaníes habían: "hace mucho tiempo que habían aprendido a tolerar" a los eunucos, "desde que la corte se exaltó con pompa arsácida y el ejemplo de Partia corrompió nuestra moral". Históricamente, Eutropio fue castrado por un traficante de esclavos armenio y vendido en un mercado de esclavos asirio. Dentro del poema, Claudio hace que los romaníes comparen a Eutropio con Potino, un antiguo eunuco ptolemaico responsable del asesinato del general romano Pompeyo el Grande. Roma afirma: "Los esclavos de los reyes de Egipto siempre han sido una maldición para el mundo; he aquí, sufro de algo peor que Potino y soporto un daño más flagrante que aquel del que Egipto fue una vez escenario. La espada de Potino en Alejandría derramó la sangre. de un solo cónsul; Eutropio nos trae deshonra a todos".: 156  La condición de Eutropio como antiguo esclavo también fue objeto de críticas. En otra sección del poema, Claudiano comparó el arrepentimiento que sentía el pueblo del Imperio de Oriente al dejarse gobernar por un esclavo con el mito de Ágave. En este mito, Agave, una seguidora del dios Dioniso, asesina a su hijo Penteo mientras estaba en un frenesí báquico, después de haber prohibido el culto a Dioniso en su ciudad de Tebas.: 309 

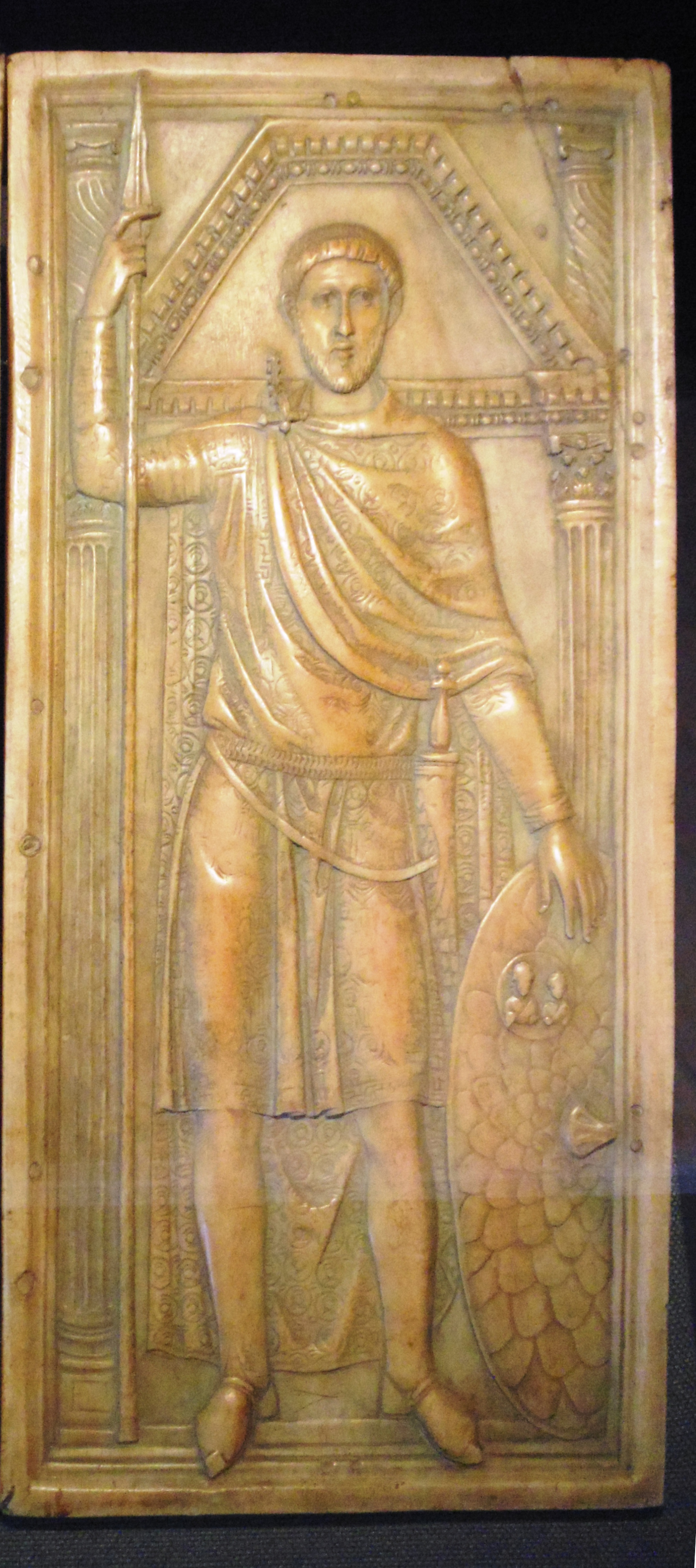
Díptico del general Flavio Estilicón.

Claudio consideraba a Eutropio una figura afeminada. Claudio escribió: "¡Oh vergüenza para el cielo y la tierra! Nuestras ciudades contemplan a una anciana ataviada con una túnica de cónsul que da un nombre de mujer al año". Claudiano también criticó a Eutropio por tener un triunfo «femenino» en Constantinopla; creía que Eutropio actuaba como una anciana que viajaba para ver a su nuera.: 306  En muchos puntos, Eutropio es descrito como una figura de un tercer género, no como un hombre o una mujer. Roma describe a los eunucos como un "grupo infeliz... a quienes el sexo masculino ha descartado y la mujer no adoptará".: 150-151 
Critica a Eutropio por su importante papel en el ejército del Imperio de Oriente, considerándolo demasiado afeminado para dirigir un ejército, afirmando que debería haberse dedicado al hilado. Según Claudiano, los enemigos de Roma se alegraron de que un eunuco estuviera a cargo de Roma, afirmando que "sintieron que por fin nos faltaban hombres". Claudio describe a la diosa Roma hablando con el emperador de Occidente Honorio, alabando la fuerza marcial del Imperio de Occidente y criticando al Imperio de Oriente por su afeminamiento, afirmando que el Imperio de Oriente está acostumbrado a tener mujeres como gobernantes.: 150-151 
Claudio intenta establecer una dicotomía entre la destreza marcial del Imperio romano de Occidente y un supuesto ejército romano oriental débil y afeminado. Las deidades Marte y su hermana, Belona, son personajes de su poema. Claudiano escribe que Marte se dirigió a Bellona, exigiendo que trabajaran para "curar el afeminamiento de Oriente" y elogiando a un general romano occidental llamado Estilicón por proteger y defender el poder y la fuerza de Roma, manteniéndola "inmaculada por un crimen inaudito", como él era "atento al imperio y al carácter y la moral de una época pasada". Después de esta conversación, Belona se dirige a encontrarse con Tribigildo, el líder de una tribu conocida como greutungos, disfrazada de su esposa. Belona lo instó a rebelarse contra Eutropio. Históricamente, los greutungos se rebelaron contra el Imperio de Oriente bajo la administración de Eutropio. Es probable que Claudiano intentara presentar a Eutropio como la única razón de esta revuelta. : 307-309 
Claudiano creía que un influyente general romano occidental llamado Flavio Estilicón era el único hombre capaz de proteger y unir los imperios occidental y oriental. Veía a Eutropio como un enemigo que impedía que Estilicón lograra estos objetivos. Retrata al general Estilicón como protector de los dos hijos del emperador Teodosio, Honorio y Arcadio, que fueron los emperadores de los Imperios romanos de Occidente y Oriente, respectivamente. Utiliza la analogía de los niños que piden la ayuda de su padre en tiempos de angustia para describir la situación del Imperio romano. Los niños son probablemente una metáfora de la gente de los imperios o de los propios Honorio y Augusto, siendo Estilicón el padre que los protegía de las numerosas amenazas que enfrentaba el Imperio romano tardío. Utilizando el personaje de Roma, Claudio anima a Estilicón a emprender acciones militares contra Eutropio. Claudio escribió: "¿Por qué, Estilicón, te demoras en conquistar porque te da vergüenza luchar [contra un eunuco]?" Claudio retrata a Estilicón como el salvador de Oriente. Escribiendo sobre Estilicón que "A él miran como a una estrella en medio de este naufragio universal de la guerra; a él, inocentes y culpables, dirigen sus oraciones". Claudio describe a la diosa Aurora viajando a Italia y tomando la "mano victoriosa" de Estilicón y pidiéndole que tomara medidas contra Eutropio. Aurora afirma que Eutropio mantiene una división entre los dos imperios romanos, y si fuera eliminado, Roma serían dos imperios gobernados por dos hermanos que actuarían como una unidad cohesiva.: 154 